# Débito e crédito
Segundo a escola italiana de contabilidade e a escola alemã de contabilidade, o débito representa algo que se tem ou se adquire, enquanto que o crédito é a fonte do débito. Ou seja: em uma transação onde uma dada quantia é transferida de um sujeito A para um sujeito B, diz-se que o sujeito A tem um crédito para com o sujeito B e este (o sujeito B), por sua vez, tem um débito para com o sujeito A. "Débito" vem da raiz latina debere, "dever", enquanto que "crédito" vem da raiz credere, "crer".
Portanto, no exemplo citado, A "crê" que reaverá a quantia transferida para B, e B "deve" essa quantia para A. Nos livros contábeis, os débitos se inscrevem no lado esquerdo das contas, e os créditos, no lado direito. Pelo método das partidas dobradas, a cada operação, correspondem um ou mais débitos e um ou mais créditos, sendo que a soma dos créditos será igual à soma dos débitos correspondentes. Se uma conta possuir mais débitos que créditos, terá saldo devedor, e se possuir mais créditos que débitos, terá saldo credor.
O fato de se identificarem as origens (credores) e destinos (devedores) dos recursos faz com que os conceitos de débito e crédito sejam difíceis de se compreender à primeira vista, já que eles são erroneamente associados a diminuições e aumentos de capital, respectivamente. Ou seja: crê-se, erroneamente, que débito é sempre ruim e que crédito é sempre bom.
Visando a evitar essa confusão, a escola estadunidense de contabilidade simplificou a definição de débito e crédito: segundo essa escola, débito é, simplesmente, o lado esquerdo de uma conta, enquanto que crédito é o lado direito de uma conta.
| Débitos | Créditos |
| ------- | -------- |
|         |          |
|         |          |
|         |          |

## Aplicação do débito e do crédito segundo os grupos de contas
Existem cinco grupos de contas:
- Contas de ativo (bens e direitos) - são debitadas quando aumentam o seu valor em virtude do fato contábil e são creditadas quando diminuem o seu valor;
- Contas de passivo (obrigações exigíveis) - ao contrário das do ativo, diminuem quando debitadas e aumentam quando creditadas;
- Contas de património líquido ou de capital próprio (capital, reservas e outros resultados acumulados) - são creditadas pelos aumentos e debitadas pelas diminuições. Incluem o resultado do exercício, obtido por diferença entre os valores das contas de gastos e de rendimentos do período contábil;
- Contas de gastos, custos e perdas - são debitadas pela ocorrência dos gastos.
- Contas de rendimentos e ganhos - são creditadas pela ocorrência dos rendimentos.

É importante lembrar que, dado o fato de as contas do ativo representarem bens ou direitos, ou seja, dívidas de terceiros com relação à empresa de que trata o livro contábil, a noção de débito do ativo se torna intuitiva, pois o débito aumenta a dívida da terceira parte em relação à empresa, o que aumenta o valor da conta de ativo. O passivo funciona de forma contrária, pois, em virtude de sua característica de ser uma obrigação para com terceiros, o seu débito diminui o seu valor, pois a dívida da empresa em relação à terceira parte diminui.

## Confusão em relação ao débito e crédito em contas-correntes bancárias
Confusão comum vem quando pensamos em crédito ou débito bancário em contas-correntes bancárias, onde o crédito aumenta o valor da conta e o débito o diminui. Isso advém do fato de a conta-corrente ser um passivo da instituição bancária com seu correntista: desta forma, a contabilização se dá seguindo as regras das contas do passivo contábil. Assim, quando deposita-se dinheiro em uma conta-corrente, o banco marca um débito (o dinheiro que entrou) em seu ativo, e um crédito em seu passivo (a dívida que o banco adquiriu). Quando o correntista solicita o saldo da conta, está visualizando, na verdade, uma das contas de passivo do banco. Esta confusão é idêntica à que se verifica quando duas empresas realizam entre si operações de compra e venda. Se a empresa A vende a prazo à empresa B, esta dívida figura como débito (ativo, dívida a receber) na empresa A-vendedora, mas surge como crédito (passivo, dívida a pagar) na empresa B-compradora.